# Reiko Sandhowe
Reiko Sandhowe (* 22. Mai 1995 in Berlin) ist ein deutscher Wasserballspieler. Er steht bei der SG Neukölln unter Vertrag und gewann mit Waspo 98 Hannover die Deutsche Meisterschaft und den deutschen Pokal.

## Werdegang
Reiko Sandhowe, geb. Zech begann im Kindesalter mit dem Schwimmen bei den BSV Friesen, bevor er 2004 zur SG Neukölln wechselte. Durch einen Freund kam er im Alter von 14 Jahren zum Wasserball. 2007 belegte er mit der SG Neukölln den dritten Platz bei den deutschen Meisterschaften und wurde Ostdeutscher Vizemeister. Neben dem Gewinn zahlreicher weiterer Medaillen in den Jugendmannschaften spielte Sandhowe in der Berliner Auswahl, mit der er den nationalen Ländervergleich gewinnen konnte.
Im Jahr 2014 spielte er in der Jugend-Nationalmannschaft die Europameisterschaft in Tiflis, bei der das deutsche Team den elften Platz belegte. Im Anschluss wechselte er zum OSC Potsdam, wo er im Herrenbereich der Bundesliga als Führungsspieler 2018 den dritten Platz der deutschen Meisterschaft belegen konnte.
Bei der Europameisterschaft in Barcelona erreichte Reiko Sandhowe mit der deutschen Nationalmannschaft 2018 den neunten Platz, bevor er im gleichen Jahr zu Waspo 98 Hannover wechselte. 2019 gewann er mit Hannover den deutschen Supercup und den deutschen Pokal.
Aufgrund einer schweren Thrombose-Erkrankung verpasste Sandhowe 2019 die Weltmeisterschaft in Gwangju. 2020 und 2021 gewann er mit Waspo Hannover die Deutsche Meisterschaft, bevor er im Jahr 2021 nach seiner Rückkehr zum Ligakonkurrenten OSC Potsdam wiederholt den dritten Platz in der deutschen Meisterschaft belegte.
Aktuell (Stand 2024) ist Reiko Sandhowe bei seinem Heimatverein SG Neukölln unter Vertrag, spielt in der Bundesliga und ist als Bestatter tätig.